# Ерман Ипен
Ерман Ипен (рођен 17. јула 1938) је белгијски стрип умјетник. Познатији је по псеудониму Ерман (на српском понегде и као Херман). Његово најпознатије дело је постапокалиптични стрип Џеремаја по ком је снимљена и ТВ-серија са Луком Перијем у насловној улози.

## Одабрана библиографија
| Серијали                                                | Године    | Епизоде | Сценариста           | Уредник                                    | Примедбе |
| ------------------------------------------------------- | --------- | ------- | -------------------- | ------------------------------------------ | --- |
| Бернар Пренс                                            | 1969–1980 | 14      | Грег                 | Le Lombard и Dargaud                       | Преведено на њемачки |
| Команча                                                 | 1972–1983 | 10      | Грег                 | Le Lombard и Dargaud                       | Следеће четири епизоде нацртао Руж |
| Југурта                                                 | 1975–1977 | 2       | Вернал               | RTP, Le Lombard и Dargaud                  | |
| Џеремаја                                                | 1979-     | 28      | Ерман                | Fleurus, Edi-3, Novedi, Hachette, и Dupuis | 1. и 4. епизоду објавио 1983. Fantagraphics под насловом 'Преживјели - Талонс крви' и 'Преживјели - Очи које су горјеле'. 'Џеремаја 13 - Удар' објавила кућа Catalan Communications 1990, епизоде Пиштољ у води и Плаћеници објавили SAF Comics 2002. и 2003.                                                                                       |
| Alerte aux pirates                                      | 1980      | 1       | Ив Дивал и Степ      | Bédéscope                                  | |
| Les Dalton                                              | 1980      | 1       | Ив Дивал             | Bédéscope                                  | |
| Hey, Nick! Are you dreaming (срп. Хеј Ник! Да ли сањаш) | 1981–1983 | 3       | Морфе                | Dupuis                                     | Преведено на енглески - SAF Comics 2003 |
| Торњеви Боа Морија                                      | 1984–2006 | 13      | Ерман                | Glénat                                     | Сценариста 12. и 13. епизоде је Ерманов син Ив Ерман, преведено на дански, објављено на енглеском - Titan Books 1. епизода објављена на енглеском - Titan Books 1984; епизоде 1 и 2 објављене на енглеском - Titan Books 1989; епизоде 1-3 преведени на енглески - Catalan Communications 1990. и епизоде 1 и 2 поново објављене - SAF Comics 2002. |
| Abominations                                            | 1988      | 1       | Ерман                | Glénat                                     | Објављено на енглеском 1990. (Catalan Communications) |
| Missié Vandisandi                                       | 1991      | 1       | Ерман                | Dupuis                                     | |
| Сарајевски танго                                        | 1995      | 1       | Ерман                | Dupuis                                     | Први Ерманов стрип у оригиналном колору. |
| Le secret des hommes-chiens                             | 1995      | 1       | Ив Ипен              | Dupuis                                     | Прва колекција са сином Ивом. |
| Катинга                                                 | 1997      | 1       | Ерман                | Le Lombard                                 | |
| Дивљи Бил је мртав                                      | 1999      | 1       | Ерман                | Dupuis                                     | Преведено на енглески - SAF Comics 2003. |
| Liens de sang                                           | 2000      | 1       | Ив Ерман             | Le Lombard                                 | Објављено на енглеском - Dark Horse Comics. |
| Lune de guerre                                          | 2000      | 1       | Жан Ван Ам           | Dupuis                                     | |
| Manhattan Beach 1957                                    | 2002      | 1       | Ив Ерман             | Le Lombard                                 | Преведено на енглески - SAF Comics 2003. |
| Zhong Guo                                               | 2003      | 1       | Ив Ерман             | Dupuis                                     | |
| Девојка из Ипанеме                                      | 2005      | 1       | Ив Ерман             | Le Lombard                                 | Преведено на дански. |
| Sur les traces de Dracula : Vlad l'empaleur             | 2006      | 1       | Ив Ерман             | Casterman                                  | Преведено на дански. |
| La vie exagérée de l'Homme Nylon                        | 2007      | 1       | Ханс Михаел Кирштајн | Le Lombard                                 | |
| Африка                                                  | 2007      | 1       | Ерман                | Le Lombard                                 | Дански превод - Фараос Цигарер. |
| Le diable des sept mers                                 | 2008–2009 | 2       | Ив Ерман             | Dupuis                                     | |